# Gabriel Moya Sanz
Gabriel Moya Sanz, més conegut com a Gabi Moya (Alcalá de Henares, 20 de març de 1966) és un exfutbolista madrileny, que ocupava la posició de davanter. Va ser internacional amb la selecció espanyola.

## Trajectòria
Va començar a destacar a l'equip de la seua ciutat natal. El 1986 s'incorpora al Reial Valladolid, amb qui debuta en Primera eixe mateix any, jugant 24 partits i marcant un gol. La consolidació arribaria al següent, quan marcaria sis en 35 partits. A partir d'ací i fins al final de la dècada dels 90, Moya seria un dels davanter per excel·lència de la lliga espanyola, sent titular en els diferents equips per on passaria i marcant cada any entre 5 i 10 gols. Abans de la seua retirada el 2000, només hi jugaria un any a Segona Divisió, la 98/99, amb el Sevilla FC.

### Clubs
- 86/91 Reial Valladolid 145/22
- 91/93 Atlètic de Madrid 54/11
- 93/96 Sevilla FC 106/20
- 96/97 València CF 35/7
- 97/98 RCD Mallorca 23/3
- 98/00 Sevilla FC 43/4

## Palmarès
- Copa del Rei 1992
- Supercopa espanyola 1997

## Selecció espanyola
Moya va ser cinc vegades internacional amb la selecció espanyola.